# クロード・E・シャノン賞
クロード・E・シャノン賞（英: Claude E. Shannon Award）は、IEEE情報理論ソサイエティが情報理論の分野において多大な功績を残した研究者に贈る賞。賞の名前はクロード・シャノンに由来する。
シャノン賞は情報通信の研究分野ではノーベル賞にも値する世界で第一級の栄誉と考えられている。
受賞者は翌年のIEEE情報理論国際シンポジウムにて受賞記念講演（シャノン・レクチャー）を行う。

## 受賞者一覧
- 1972年 -  クロード・シャノン
- 1974年 -  デビッド・スレピアン（英語版）
- 1976年 -  ロバート・ファノ
- 1977年 -  ピーター・イライアス（英語版）
- 1978年 -  マーク・セメノビッチ・ピンスケル（英語版）
- 1979年 -  ジェイコブ・ウォルフォウィッツ（英語版）
- 1981年 -  W・ウェスリー・ピーターソン
- 1982年 -  アーヴィング・S・リード（英語版）
- 1983年 -  ロバート・G・ギャラガー（英語版）
- 1985年 -  ソロモン・ゴロム
- 1986年 -  ウィリアム・ルーカス・ルート（英語版）
- 1988年 -  ジェームズ・マッセイ（英語版）
- 1990年 -  トーマス・M・カヴァー（英語版）
- 1991年 -  アンドリュー・ビタビ
- 1993年 -  エルウィン・バーレカンプ
- 1994年 -  アーロン・D・ワイナー（英語版）
- 1995年 -  デイブ・フォーニー
- 1996年 -  イムレ・チサール（英語版）
- 1997年 -  ジェイコブ・ジヴ
- 1998年 -  ニール・スローン
- 1999年 -  嵩忠雄
- 2000年 -  トーマス・カイラス（英語版）
- 2001年 -  ジャック・ウルフ（英語版）
- 2002年 -  トビー・バーガー（英語版）
- 2003年 -  ロイド・R・ウェルチ（英語版）
- 2004年 -  ロバート・マケリース（英語版）
- 2005年 -  リチャード・ブラフト（英語版）
- 2006年 -  ルドルフ・アールスウェーデ（英語版）
- 2007年 -  セルヒオ・ベルドゥ（英語版）
- 2008年 -  ロバート・M・グレイ（英語版）
- 2009年 -  ヨルマ・リッサネン（英語版）
- 2010年 -  韓太舜
- 2011年 -  シュロモ・シェーマイ（英語版）
- 2012年 -  アッバース・エル・ガマール（英語版）
- 2013年 -  カタリン・マルトン（英語版）
- 2014年 -  ヤーノシュ・ケルナー（英語版）
- 2015年 -  ロバート・カルダーバンク（英語版）
- 2016年 -  アレクサンドル・ホレボ（英語版）
- 2017年 -  デイヴィッド・ツェー（英語版） (2017)
- 2018年 -  ゴットフリート・ウンガーベック（英語版）
- 2019年 -  エルダル・アリカン（英語版）
- 2020年 -  チャールズ・H・ベネット
- 2021年 -  アロン・オルリスキー（英語版）
- 2022年 -  レイモンド・W・ヨング（英語版）
- 2023年 -  リュディガー・ウルバンケ（英語版）
- 2024年 -  Andrew Barron
- 2025年 -  ピーター・ショア
- 2026年 -  Frans Willems